# San José Palmillas Parte Baja
San José Palmillas Parte Baja är en ort i Mexiko.   Den ligger i kommunen Metepec och delstaten Hidalgo, i den sydöstra delen av landet, 120 km nordost om huvudstaden Mexico City. San José Palmillas Parte Baja ligger 2 154 meter över havet och antalet invånare är 157.
Terrängen runt San José Palmillas Parte Baja är platt åt sydväst, men åt nordost är den kuperad. Runt San José Palmillas Parte Baja är det ganska glesbefolkat, med 50 invånare per kvadratkilometer. Närmaste större samhälle är Tulancingo, 19,1 km söder om San José Palmillas Parte Baja. I omgivningarna runt San José Palmillas Parte Baja växer i huvudsak blandskog.